# Lunchbox (демо-запис)
Lunchbox — п'ятий демо-запис американського рок-гурту Marilyn Manson & the Spooky Kids і третя касета, випущена для широкого загалу. Наклад релізу найбільший з-поміж усіх самовиданих касет гурту. Попри назву, пісня «Lunchbox» відсутня на альбомі. Буклети релізу надрукував Берковіц безкоштовно на своїй роботі. На альбомі вперше з'являється трек «Learning to Swim». «My Monkey» раніше видавалася на Big Black Bus, «Cake and Sodomy» та «Dune Buggy» — на Grist-o-Line. Остання композиція містить перезаписаний вокал. «Answering Machine Message» не згадано у буклеті.

## Список пісень
Сторона A:
1. «Dune Buggy» — 4:09
2. «My Monkey» — 4:35

Сторона Б:
1. «Learning to Swim» — 3:54
2. «Cake & Sodomy» — 3:26
3. «Answering Machine Message» — 1:31

## Учасники
- Мерілін Менсон — вокал, тексти пісень, композитор
- Дейзі Берковіц — гітара, програмування ударних, композитор, зведення, продюсер
- Ґіджет Ґейн — бас-гітара, гітара, композитор
- Мадонна Вейн Ґейсі — семпли, клавішні, композитор
- Джон Товар, Френк Калларі — менеджери
- Ральф Кавалларо, Тоні Шрайбер — звукорежисери